# Pictou Harbour
Pictou Harbour (pierwotnie La Rivière de Pictou) – zatoka (harbour) cieśniny Northumberland Strait w kanadyjskiej prowincji Nowa Szkocja, w hrabstwie Pictou, na północny zachód od New Glasgow.  Punkty graniczne zatoki wyznaczają przylądki: od południa – Loch Broom Point, Skinner Point, Abercrombie Point, od południowego wschodu – Mussel Point, Christie Point, od północnego wschodu – Moodie Point (i wody zatoki Moodie Cove), a od północy – Seaview Point, Campbell Point, Battery Point, Town Point, Norway Point i Browns Point. Na akwenie znajduje się wyspa Loch Broom Islet. Na północnym brzegu zatoki, której nazwa przekazana w formie La Rivière de Pictou przez Nicolasa Denysa, pochodzi od określenia w języku mikmak Piktook lub Piktuk (oznaczającego eksplozję lub ogień), być może związanego ze statkiem widmo z Northumberland Strait, i jest mianem o proweniencji prawdopodobnie jeszcze sprzed przybycia Europejczyków, położone jest miasto Pictou (noszące miano od nazwy zatoki); nazwa Pictou Harbour urzędowo zatwierdzona 8 listopada 1948. Do zatoki uchodzą trzy rzeki: East River of Pictou (od południowego wschodu), Middle River of Pictou (od południa) i West River of Pictou (od południowego zachodu) oraz strumień Haliburton Brook (od północnego zachodu). W latach 1970–1974 w wodach Pictou Harbour oficjalnie wydzielano zatoki (cove): Haliburton Cove (45°40′00″N, 62°44′58″W) i Howletts Cove (45°40′00″N, 62°43′58″W), a także pobliski, w te wody wysunięty, na północnym brzegu leżący przylądek (point) Howletts Point (45°40′00″N, 62°43′58″W).